# مبارك جابر الأحمد الصباح
الشيخ مبارك الجابر الأحمد الصباح (م.1945)، الابن البكر لأمير دولة الكويت الثالث عشر الشيخ جابر الأحمد الجابر الصباح من زوجته شريفة الحمد المبارك الصباح. لم يعمل في السياسة قط.

## الحياة العائلية
متزوج من أمريكية اسمها «باولا» أسلمت بعد زواجها منه وغيرت اسمها إلى «عالية الصباح»، ولهما من الأبناء:
- الشيخ حمد.
- الشيخة ياسمين.
- الشيخة بيبي.
- الشيخة لولوه.
- الشيخة مريم.
- الشيخة نور.